# وزیر آموزش، فرهنگ، ورزش، علوم و فناوری
وزیر آموزش، فرهنگ، ورزش، علوم و فناوری (文部科学大臣 Monbu-kagaku Daijin) عضو هیئت دولت ژاپن است که مسئولیت اداره وزارت آموزش، فرهنگ، ورزش، علوم و فناوری را بر عهده دارد.

## فهرست
حزب لیبرال دموکرات
      مستقل
      New Komeito/Komeito
      دموکرات
      Rikken-minshutō
      Kokumin-minshutō
| وزیر | وزیر          | وزیر  | وزیر               | مدت خدمت        | مدت خدمت        | مدت خدمت | نخست‌وزیر | نخست‌وزیر         |
| #    | پرتره         | پرتره | نام                | شروع            | پایان           | روزها    | نخست‌وزیر | نخست‌وزیر         |
| ---- | ------------- | ----- | ------------------ | --------------- | --------------- | -------- | -------- | ---------------- |
| ۱    |               |       | Nobutaka Machimura | ۶ ژانویه ۲۰۰۱   | ۲۶ آوریل ۲۰۰۱   | 110      |          | یوشیرو موری      |
| ۲    |               |       | Atsuko Tōyama      | ۲۶ آوریل ۲۰۰۱   | ۲۲ سپتامبر ۲۰۰۳ | 879      |          | جونیچیرو کویزومی |
| ۳    |               |       | Takeo Kawamura     | ۲۲ سپتامبر ۲۰۰۳ | ۲۷ سپتامبر ۲۰۰۴ | 371      |          | جونیچیرو کویزومی |
| ۴    |               |       | Nariaki Nakayama   | ۲۷ سپتامبر ۲۰۰۴ | ۳۱ اکتبر ۲۰۰۵   | 399      |          | جونیچیرو کویزومی |
| ۵    |               |       | Kenji Kosaka       | ۳۱ اکتبر ۲۰۰۵   | ۲۶ سپتامبر ۲۰۰۶ | 330      |          | جونیچیرو کویزومی |
| ۶    |               |       | Bunmei Ibuki       | ۲۶ سپتامبر ۲۰۰۶ | ۲۶ سپتامبر ۲۰۰۷ | 365      |          | شینزو آبه        |
| ۷    |               |       | Kisaburo Tokai     | ۲۶ سپتامبر ۲۰۰۷ | ۲ اوت ۲۰۰۸      | 311      |          | یاسوئو فوکودا    |
| ۸    |               |       | Tsuneo Suzuki      | ۲ اوت ۲۰۰۸      | ۲۴ سپتامبر ۲۰۰۸ | 53       |          | یاسوئو فوکودا    |
| ۹    |               |       | Ryū Shionoya       | ۲۴ سپتامبر ۲۰۰۸ | ۱۶ سپتامبر ۲۰۰۹ | 357      |          | تارو آسو         |
| ۱۰   |               |       | Tatsuo Kawabata    | ۱۶ سپتامبر ۲۰۰۹ | ۲۱ سپتامبر ۲۰۱۰ | 370      |          | یوکیو هاتویاما   |
| ۱۰   | نائوتو کان    |       | Tatsuo Kawabata    | ۱۶ سپتامبر ۲۰۰۹ | ۲۱ سپتامبر ۲۰۱۰ | 370      |          |                  |
| ۱۱   |               |       | Yoshiaki Takaki    | ۲۱ سپتامبر ۲۰۱۰ | ۲ سپتامبر ۲۰۱۱  | 346      |          |                  |
| ۱۲   |               |       | Masaharu Nakagawa  | ۲ سپتامبر ۲۰۱۱  | ۱۳ ژانویه ۲۰۱۲  | 133      |          | یوشیهیکو نودا    |
| ۱۳   |               |       | Hirofumi Hirano    | ۱۳ ژانویه ۲۰۱۲  | ۱ اکتبر ۲۰۱۲    | 262      |          | یوشیهیکو نودا    |
| ۱۴   |               |       | Makiko Tanaka      | ۱ اکتبر ۲۰۱۲    | ۲۶ دسامبر ۲۰۱۲  | 86       |          | یوشیهیکو نودا    |
| ۱۵   |               |       | Hakubun Shimomura  | ۲۶ دسامبر ۲۰۱۲  | ۷ اکتبر ۲۰۱۵    | 1015     |          | شینزو آبه        |
| ۱۶   |               |       | Hiroshi Hase       | ۷ اکتبر ۲۰۱۵    | ۳ اوت ۲۰۱۶      | 301      |          | شینزو آبه        |
| ۱۷   |               |       | Hirokazu Matsuno   | ۳ اوت ۲۰۱۶      | ۲ اوت ۲۰۱۷      | 364      |          | شینزو آبه        |
| ۱۸   |               |       | Yoshimasa Hayashi  | ۳ اوت ۲۰۱۷      | ۲ اکتبر ۲۰۱۸    | 425      |          | شینزو آبه        |
| ۱۹   |               |       | Masahiko Shibayama | ۲ اکتبر ۲۰۱۸    | ۱۱ سپتامبر ۲۰۱۹ | 344      |          | شینزو آبه        |
| ۲۰   |               |       | Kōichi Hagiuda     | ۱۱ سپتامبر ۲۰۱۹ | متصدی           | 2015     |          | شینزو آبه        |
| ۲۰   | یوشیهیده سوگا |       | Kōichi Hagiuda     | ۱۱ سپتامبر ۲۰۱۹ | متصدی           | 2015     |          |                  |